# Luis Augusto García
Luis Augusto García Barragán (né le 15 juillet 1950 à Bogota en Colombie) est un footballeur international colombien, qui évoluait au poste de défenseur, avant de devenir entraîneur.

## Biographie

### Carrière de joueur

#### Carrière en sélection
Avec l'équipe de Colombie, il joue douze matchs en 1971 et en 1972.

## Palmarès

### Palmarès joueur
Santa Fe Corporación
- Championnat de Colombie (1) :
  - Champion : 1971.

### Palmarès entraineur

#### Palmarès en club
| Millonarios - Championnat de Colombie (2) : - Champion : 1987 et 1988. - Copa Merconorte (1) : - Vainqueur : 2001. |  | Deportivo Saprissa - Championnat du Costa Rica (1) : - Champion : 1995-96. |

| América Cali - Championnat de Colombie (1) : - Champion : 1996-97. |  | Deportes Tolima - Championnat de Colombie (1) : - Champion : 2003 (Clôture). |

#### Palmarès en sélection
Colombie
- Gold Cup :
  - Finaliste : 2000.